# Mary Wollstonecraft
Mary Wollstonecraft (se pronunță /ˈwʊlstənkrɑːft/;n. 27 aprilie 1759 – 10 septembrie 1797) a fost o scriitoare britanică, filosof și feministă.
Mary Wollstonecraft a scris nuvele, tratate, o istorie a Revoluției Franceze, o carte de conduită și o carte pentru copii. Wollstonecraft este cunoscută mai ales pentru cartea A Vindication of the Rights of Woman (1792), în care argumentează că femeile nu sunt inferioare bărbatului, doar par a fi din cauza educației slabe. Ea a sugerat ca atât femeile cât și bărbații să fie tratați ca ființe raționale și își imagina o ordine socială bazată pe rațiune.
Mary Wollstonecraft, feministă britanică, este socotită prima teoreticiană a feminismului iluminist, sub influența radicalismului democratic a lui Rousseau și a întregii mișcări teoretice pentru drepturile universale ale omului și cetățeanului. Este socotită drept o veritabilă pionieră a feminismului modern, în plan intelectual. Lucrarea sa de mare notorietate și influență este A Vindication of the Rights of Woman (O revendicare a drepturilor femeii), 1792. Această lucrarea apărut cu 50 de ani înainte de mișcarea femeilor pentru sufragiu universal. Ideile cuprinse în A Vindication se înscriu în tradiția liberală inaugurată de John Locke, accentuând pe egalitatea în drepturi a femeilor cu bărbații în: educație, în fața legii, în politică. Femeile trebuie tratate ca ființe pe deplin umane și educate ca viitoare cetățene. Toată opera lui Wollstonecraft are accente amar-polemice împotriva modului în care, teoreticienii „luminați” ai iluminismului continuă să contribuie la încarcerarea femeilor în funcțiile lor sexual-reproductive, eliminându-le ca subiecți politici. Mintea femeilor este, în astfel de perspective sexiste, subordonată corpului. Spiritului femeiesc îi este refuzată libertatea.
Tratată ca o radicală periculoasă (subminarea tradiției sănătoase), Mary Wollstonecraft a fost atacată în repetate rânduri de către conservatorii britanici. Din cauza proastei reputații creată de către aceștia, lucrările ei au fost ignorate (ocolite) o lungă vreme chiar de către mișcarea feministă britanică (până în jurul lui 1880). Mary Wollstonecraft a fost căsătorită cu filosoful pre-anarhist William Godwin și a fost mama lui Mary Shelley, autoarea lui Frankenstein.

## Sfârșitul vieții
Mary Wollstonecraft a murit, la 10 septembrie 1797, în urma unei febre puerperale, la 10 zile după nașterea fiicei sale, Mary Wollstonecraft Godwin, viitoarea scriitoare engleză Mary Shelley.